# ده نو عبدولوند (باتشة لك الشرقي)
ده نو عبدولوند (بالفارسية: دهنو عبدالوند) هي قرية تقع في إيران في قسم باتشة لك الشرقي الریفي. يقدر عدد سكانها بـ 171 نسمة .